# التنمية الاجتماعية (مجلة)
مجلة التنمية الاجتماعية (بالإنجليزية: Social Development)‏ هي مجلة علمية فصلية على الإنترنت محكمة تغطي مجالات علم النفس التنموي، مع التركيز بشكل خاص على التطور السلوكي للأطفال. أسسها في عام 1992 رودولف شافر [الإنجليزية] وينشرها الناشر ويلي.
رؤساء التحرير الحاليون هم إليزابيث ليمريس (جامعة كنتاكي الغربية)، وآمي هالبرشتات [الإنجليزية] (جامعة ولاية كارولينا الشمالية)، ولونا سينتيفانتي ( جامعة ليفربول). وفقًا لتقارير الاستشهاد بالمجلات الأكاديمية، فإن للمجلة عامل تأثير لعام 2017 يبلغ 2.042، مما يجعلها في المرتبة 31 من أصل 73 مجلة في فئة "علم النفس، التنموي".